# Drum Point
Drum Point – jednostka osadnicza w Stanach Zjednoczonych, w stanie Maryland, w hrabstwie Calvert.